# Crypturellus duidae
Crypturellus duidae е вид птица от семейство Тинамуви (Tinamidae). Видът е почти застрашен от изчезване.

## Разпространение
Видът е разпространен в Бразилия, Венецуела, Колумбия и Перу.